# Schemenlaufen

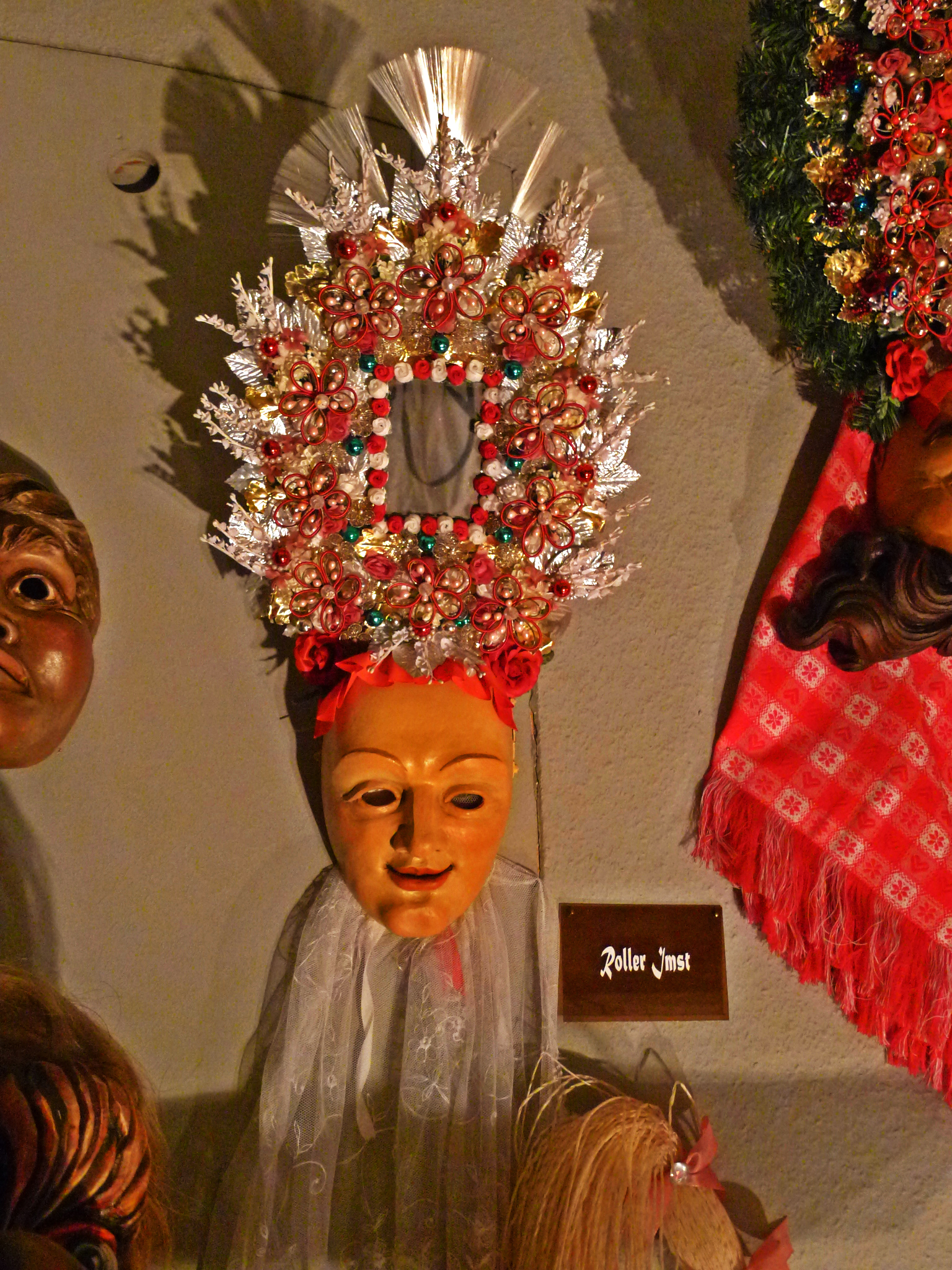
Máscara Roller

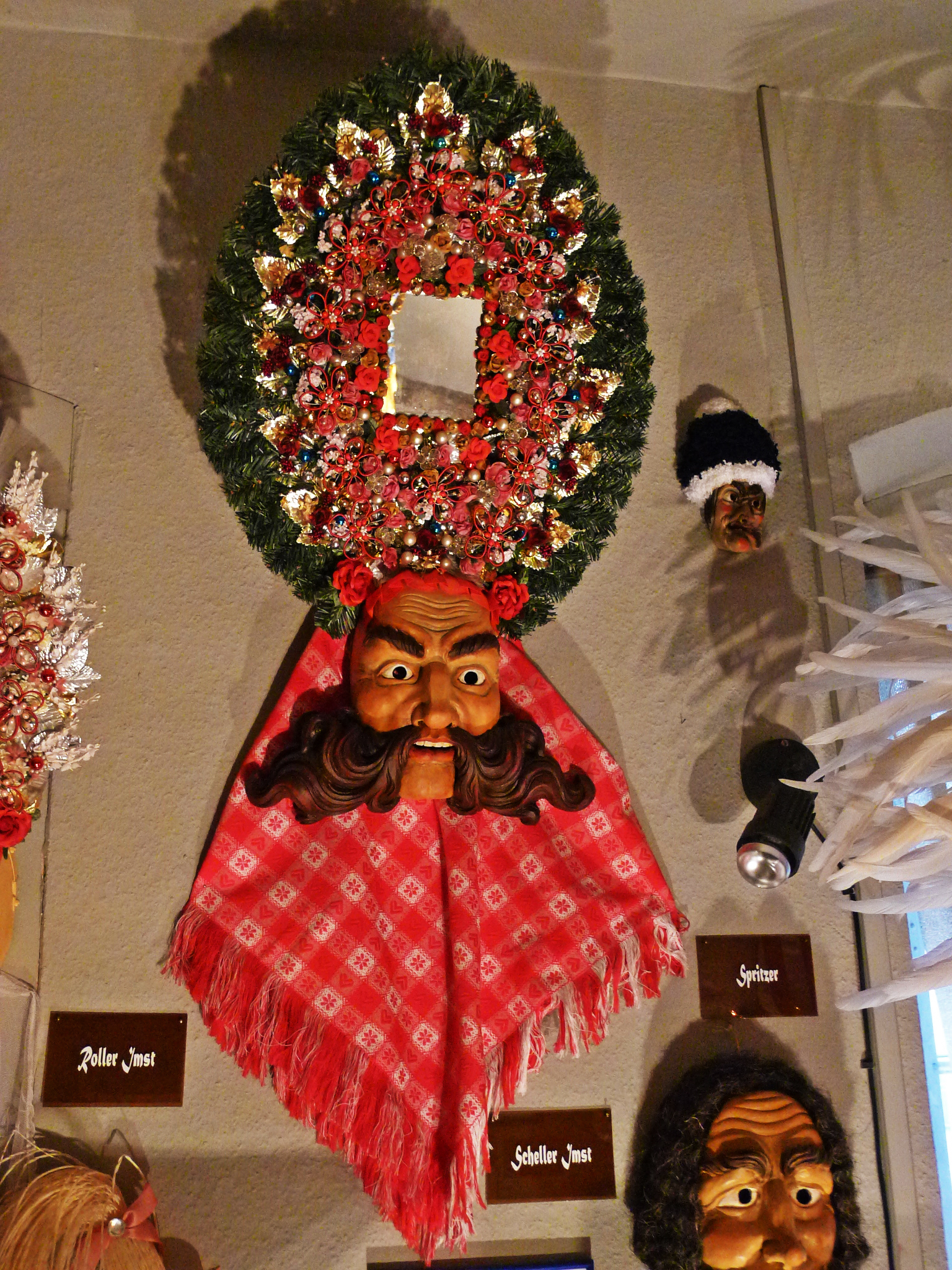
Máscara Scheller

Schemenlaufen é um desfile tradicional na festa do Carnaval celebrado em Imst, no Tirol, na Áustria.
A cada quatro anos, a cidade de Imst celebra a celebração carnavalesca no domingo que antecede a época litúrgica cristã da Quaresma. O maior motivo de regozijo é o Schemenlaufen, um desfile de dançarinos disfarçados e mascarados. As personagens principais são pares de homens, nos quais um está vestido com um traje com sinos e o outro carrega tocos que podem pesar até 35 kg. Ambos executam uma dança musical única composta de saltos e arcos ao ritmo da qual chocalhos soam com sons graves e agudos. Há 55 pares que desfilam, acompanhados por outros personagens mascarados que imitam lentamente os seus passos de dança. Outros personagens mantêm a ordem dando palmadas no público ou atirando água sobre a assistência, enquanto uma jovem espalha pó perfumado. No desfile também há varredores de chaminés mascarados que trepam pelas paredes das casas para mostrar a sua bravura, bruxas que lançam gritos para a multidão acompanhadas por melodias dissonantes de uma banda de música e ursos brancos ou castanhos que mostram a sua força ao público. O carnaval reúne toda a população de Imst em torno de um objetivo comum: organizar a festa do Carnaval de acordo com uma tradição antiga. Os populares de Imst, e mais especificamente as mulheres, aprendem na escola técnicas para fazer os trajes usados no desfile de Carnaval, e os ferreiros locais forjam chocalhos e sinos. Qualquer habitante da cidade pode esculpir máscaras de madeira e as técnicas tradicionais de artesanato são geralmente transmitidas dentro das famílias ou ensinadas em cursos especiais.
Em 2012, o Schemenlaufen foi integrado pela UNESCO na lista representativa do Património Cultural Imaterial da Humanidade.

## História
Os primórdios da tradição australiana em Austria não estão bem documentados sabe-se que em 2005 foi emitida uma proibição de trajos para os desfiles de carnaval - incluindo Imst. Essa proibição vigorou por muito tempo, motivada mais tarde pela ameaça de invasões turcas e pela disseminação da peste. As procissões foram restauradas no século XVII e foram novamente banidas no século XVIII. No entanto, a proibição foi rompida - em 1775, uma marcha foi organizada em Pfunds, cuja organização explicava o facto de que uma marcha semelhante seria realizada em Imst. O incêndio de Imst em 1822 destruiu muitos trajes e documentos. No século XIX, o conflito sobre o carnaval com as autoridades seculares e eclesiásticas continuou.
Em meados do século XIX, um funcionário de Imst, Carl von Lutterotti, fez dois esboços e, com base nisso, pintou uma imagem da procissão com técnica de aguarela. A partir deste período também há referências na literatura e na imprensa (Innsbrucker Tagblatt), que, no entanto, não expressaram plenamente o caráter do carnaval em Imst. Em 1890, foram feitas as primeiras fotografias do Schemenlaufen. A marcha foi suspensa durante a Primeira Guerra Mundial e reiniciada em 1922. Em 1933, o desfile ocorreu pela primeira vez no domingo, porque a difícil situação econômica tornou impossível para suas organizações durante uma semana de trabalho. O último desfile antes da Segunda Guerra Mundial ocorreu em 1938 - uma tentativa de organizar um desfile em homenagem a Adolf Hitler em 1939 fracassou devido à resistência passiva dos habitantes de Imst.
A tradição carnavalesca foi devolvida em 1949 com o apoio das autoridades de ocupação francesas. A primeira procissão do pós-guerra ocorreu em 20 de fevereiro de 1949, com a participação de uma audiência de 30 mil pessoas, incluindo o duque holandês Bernhard e as princesas Beatriz e Irene.